# Межсезонье (фильм, 2021)
«Межсезонье» — российская криминальная мелодрама Александра Ханта. Выход в широкий прокат состоялся 23 июня 2022 года.
Фильм основан на инциденте, случившемся в посёлке Струги Красные в Псковской области с 15-летними Денисом Муравьёвым и Катериной Власовой.

## Сюжет
Действие фильма происходит в Екатеринбурге в наше (то есть около 2020 года) время. Фильм рассказывает об одноклассниках — юноше Даниле и девушке Саше, выросших в проблемных семьях и, после унизительного для них инцидента на дискотеке, решивших противопоставить себя социуму. Прямо со школьного урока они совершают побег и несколько дней проводят вдвоем, совершая попутно длинный ряд преступлений и других антиобщественных поступков. По ходу дела они разоружают отчима Саши — майора полиции — угоняя его внедорожник. Майор инициирует поиски беглецов, их обнаруживают в заброшенном доме местного фрика по кличке Дырявый. Несмотря на уговоры майора и матерей Саши и Данилы, те отказываются сложить оружие и предпочитают погибнуть при штурме их убежища СОБРом.

## В ролях
| Актёр              | Роль              |
| ------------------ | ----------------- |
| Женя Виноградова   | Саша Макарова     |
| Игорь Иванов       | Данила Краснов    |
| Ольга Саханова     | Ирина             |
| Жанна Пугачева     | Снежана           |
| Константин Гацалов | Виктор            |
| Владимир Спартак   | Дырявый           |
| Илья Мозговой      | велосипедист      |
| Константин Итунин  | помощник Виктора  |
| Ирина Чериченко    | Ольга Романовна   |
| Денис Курлаев      | начальник полиции |

## Саундтрек
1. Пошлая Молли — Нон стоп
2. Дайте танк (!) — Я
3. 140 ударов в минуту — Тополя
4. Дайте танк (!) — Мы
5. ДДТ — Родина
6. Деревянные киты — Планета
7. Шарлот — Щека на щеку
8. Антоха MC — Россия
9. FACE — Мой Калашников
10. Кислота, Бакей — Голос
11. Hot Sugar — Not Afraid to Die
12. Олег Каравайчук — Pagina II
13. Мафик — Блатуй
14. Alisa Ten — Dom
15. Alisa Ten — Glos
16. Henry Purcell — Chaconne
17. Арам Хачатурян — Вальс «Маскарад»
18. Лев Соколовский — Я не могу
19. Shortparis — Туту

## Премии и награды
- 2021 — премия молодёжного жюри Варшавского кинофестиваля[10]
- 2022 — гран-при 14-го международного кинофестиваля «Северный характер» в Мурманске[11]